# Fortschritt Erntemaschinen Neustadt in Sachsen
Der Betrieb Fortschritt Erntemaschinen Neustadt in Sachsen war einer der großen Landtechnikhersteller in der DDR und das einzige Unternehmen, das nach der Auflösung des Kombinates Fortschritt Landmaschinen im Jahre 1990 den Namen „Fortschritt“ beibehalten hat.

## Geschichte
Die Betriebsstätte in Neustadt in Sachsen, die in den 1920er und 1930er Jahren einen mehrfachen Besitzer- und Funktionswechsel erfahren hatte, wurde 1939 von der Hering AG Nürnberg übernommen und auf Rüstungsproduktion umgestellt. Nach dem Krieg erfolgte die fast vollständige Demontage.
1946 begann unter Treuhandverwaltung die Produktion von einfachen Landmaschinen und Gebrauchsgegenständen. 1948 erfolgte die Enteignung und es entstand der Volkseigene Betrieb Herkules-Landmaschinen-Werke. 1949 wurde der Betrieb mit der Landmaschinenfabrik Stolpen (ehemals Firma Carl August Klinger) zusammengeführt und in Fortschritt Landmaschinenwerke (Werk I Neustadt, Werk II Stolpen) umbenannt.
1951 erfolgte im Rahmen der VVB Land-, Bau- und Holzbearbeitungsmaschinen der Zusammenschluss der Fortschritt Landmaschinenwerke mit drei weiteren ostsächsischen Landmaschinenbetrieben zu den LBH Fortschritt Landmaschinenwerken Neustadt in Sachsen, die 1953 in VEB Fortschritt Erntebergungsmaschinen und 1964 in Kombinat Fortschritt Landmaschinen umbenannt wurden.
Die weitere Entwicklung des Betriebes vollzog sich im Rahmen des Kombinates Fortschritt Landmaschinen zunächst mit dem Status eines Produktionsbereiches. Alle übrigen Funktionen von der Erzeugnisentwicklung bis zum Vertrieb waren in der Kombinatsleitung angesiedelt, die ihren Sitz ebenfalls in Neustadt/Sachsen hatte. 1978 erhielt der Betrieb den Namen „Fortschritt Erntemaschinen Neustadt“ und 1982 wurden ihm auch alle die für einen eigenständigen Betrieb erforderlichen Funktionen übertragen. 1984 erfolgte die Zusammenführung mit der Kombinatsleitung. Der Betrieb Fortschritt Erntemaschinen Neustadt fungierte ab diesem Zeitpunkt als Stammbetrieb des Kombinates. 1989 hatte diese Einheit etwa 6.400 Beschäftigte, von denen etwa 1.500 in der Kombinatsleitung und etwa 900 in den beiden Betriebsteilen in Sebnitz (vormaliges Hebezeugwerk Sebnitz) und Stolpen tätig waren.
1990 wurde die Kombinatsleitung aufgelöst und der Betrieb als Fortschritt Erntemaschinen GmbH unter Treuhandverwaltung gestellt. 1994 erfolgte die Übernahme des Unternehmens durch die Bidell-Gruppe, zu der unter anderem auch die Firmen Mengele (Günzburg) und Eberhardt (Waldstetten) gehörten.
1997 erwarb CASE IH die Fortschritt Erntemaschinen GmbH zusammen mit dem Erzeugnisprogramm „Mähdrescher“ der Firma MDW Singwitz (ehemals Fortschritt Mähdrescherwerk Bischofswerda/Singwitz) und dem Erzeugnisprogramm „Selbstfahrender Feldhäcksler“ der Firma Mengele und gründet die CASE Harvesting Systems GmbH mit Sitz in Neustadt/Sachsen. Als Folge der Fusion von CASE IH und New Holland im Jahr 1999 wurde das Unternehmen in Neustadt/Sachsen überflüssig und 2004 geschlossen. Das im Juli 2005 gegründete Unternehmen Capron erwarb das Neustädter Werk. Im November 2006 wurde dort die Fertigung von Reisemobilen und Caravans aufgenommen.
Aus dem Betriebsteil Stolpen, der ehemaligen Firma Carl August Klinger, ist durch Privatisierung im Jahr 1993 die Maschinenfabrik Stolpen GmbH entstanden, die weiterhin auf dem Gebiet Landtechnik tätig ist.

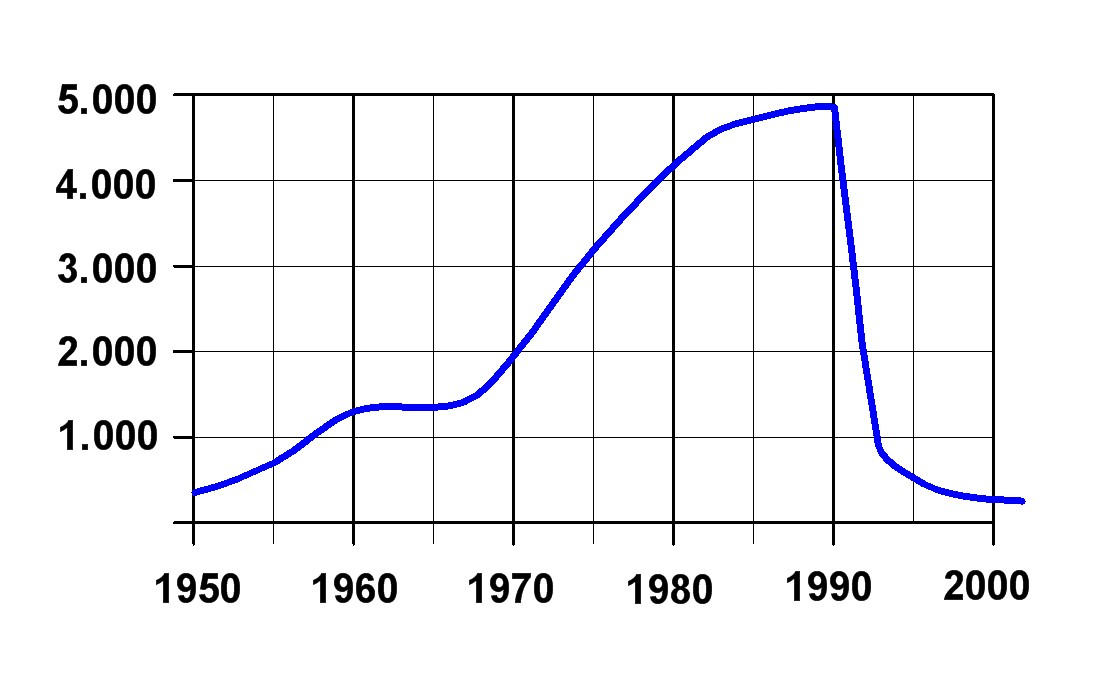
Entwicklung der Beschäftigten des Betriebes Fortschritt Erntemaschinen

## Erzeugnisse
Begonnen wurde 1946 u. a. mit Häufelpflügen und Heizöfen und in Stolpen mit der Reparatur, später mit der Fertigung von Dreschmaschinen der Firma Klinger. Die ersten Neuentwicklungen waren Gebläsehäcksler, Traktoranbaumähwerke und Heuwerbungsmaschinen.
Es folgten die auf die landwirtschaftlichen Großbetriebe ausgerichteten Erzeugnisse:
- Räum- und Sammelpresse T 242 (ab 1953),
- Mählader E 062 (ab 1955),
- Feldhäcksler E 065 mit den Nachfolgetypen E 066/067 (ab 1957),
- Schlegelhäcksler E 069 (ab 1963),
- Hochdruckpresse K 441 mit dem Nachfolger K 442 (ab 1959),
- Radrechwender E 247/249 (ab 1962),
- Mehrzweckanhänger/Stalldungstreuer T 087 (ab 1964).

Schwerpunkt war ab Mitte der 1960er Jahre die Halmfuttererntetechnik mit den Haupterzeugnissen:
- Selbstfahrender Feldhäcksler E 280 und sein Nachfolgetyp E 281 (ab 1970) – die Produktion erfolgte ab 1973 im Traktorenwerk Schönebeck,
- Selbstfahrender Schwadmäher E 301 und seine Nachfolgetypen E 302 und E 303 (ab 1970),
- Spezialanhänger/Düngerstreuer T088 (ab 1974) – die Produktion erfolgte ab 1976 in Ungarn,
- Hochdruckpresse K 453 und Weiterentwicklung K 454 (ab 1975),
- Baureihe Hochdruckpressen K 420, K 430, K 440 und K 460 (ab 1985),
- Einachstraktor E 930 mit Zusatzgeräten (ab 1983),
- Quadergroßballenpresse 4550 (ab 1989).

Ab 1990 wurden diese Erzeugnisprogramme durch Weiter- und Neuentwicklungen ersetzt. Dazu gehörten:
- Selbstfahrender Schwadmäher E 304 (ab 1990),
- Selbstfahrender Schwadmäher E 340 (ab 1992),
- Quadergroßballenpressen 550 und 530 (ab 1992),
- Quadergroßballenpresse 540 (ab 1994),
- Selbstfahrende Großballenpresse in Kooperation mit Firma Deutz-Fahr (1993/1994),
- Selbstfahrender Feldhäcksler 8790 (ab 1997),
- Weiterentwicklung der Mengele-Feldhäcksler 6900, 7400, 7800 (ab 1997),
- Mähdrescher E 525 und E 527 (ab 1998),
- Mähdrescher der CF- und CT-Serie (ab 1999),
- Aufbauten für Müllentsorgungsfahrzeuge (ab 1993),
- Ausrüstungen für Fahrzeuglackieranlagen als Kooperationsleistung (ab 1995).